# Esos ojos negros
«Esos ojos negros» es una canción del grupo musical español Duncan Dhu, con música y letra de Diego Vasallo. Incluida en su segundo álbum, Canciones.

## Descripción
Se trata de una balada romántica, que llegó a convertirse, no solo en uno de los temas más importantes del álbum en que está incluida, sino también una de las canciones más emblemáticas de la banda.
El tema fue versionado por Álex Ubago para el álbum Cien gaviotas dónde irán... Un tributo a Duncan Dhu, de 2005.
Incluida además en los recopilatorios Colección 1985-1998 y Teatro Victoria Eugenia (en directo)